# Amauri
Amauri Carvalho de Oliveira (Carapicuíba, 3 giugno 1980) è un ex calciatore brasiliano naturalizzato italiano, di ruolo attaccante.

## Biografia
Il suo nome in Brasile è pronunciato Amaurì, ma in Italia è chiamato anche e soprattutto Amàuri. Ha ricevuto in Italia il soprannome Calimero. Da ragazzo ha lavorato in un supermercato, in una fabbrica di carbonella, nel settore metallurgico e come muratore per aiutare la famiglia, riuscendo anche ad allenarsi e fare provini, spesso non riuscendo, a causa di tutti questi impegni, ad esprimersi al massimo. È sposato con Cynthia Cosini Valadares, connazionale conosciuta a Napoli, da cui ha avuto tre figli, ovvero Cindy, Hugo Leonardo e Miley, nati tutti in Italia: la prima nel 2003, il secondo il 27 gennaio 2006 e la terza il 26 gennaio 2012.
Il 12 aprile 2010, grazie alla moglie di origini italiane (avi della provincia di Cuneo), acquisisce la cittadinanza italiana per naturalizzazione, quest'ultima ricevuta dal direttore dei servizi civici di Torino Gianni Giacone. Nel decreto di naturalizzazione scompare il cognome materno Carvalho e il giocatore per la Repubblica Italiana è semplicemente Amauri de Oliveira. Molto importante, per la sua vita professionale e non, è stato il suo procuratore Vittorio Grimaldi. È finanziatore dell'Istituto per l'infanzia abbandonata del Brasile.
Nel giugno del 2021 su Instagram, insieme ad altri ex campioni del calibro di Marco Materazzi e Alessio Cerci, annuncia l’adesione alla Island Cup, un mini campionato che prenderà il via in Florida ad agosto e dal 2022 si svolgerà in diversi paesi dell’area caraibica. Nello stesso periodo entra a far parte del progetto "Wine of the Champions" di Fabio Cordella per la produzione di vino con il suo nome  ed  è anche Ambassador di Coin of Champions nell’ambito delle criptovalute.

## Caratteristiche tecniche
Mario Beretta, suo allenatore al ChievoVerona, lo ha definito «abile nel gioco aereo e forte fisicamente», lodandone anche il dinamismo.

## Carriera

### Club

#### Inizi in patria e Bellinzona
Viene notato e portato a fare un provino nel Santa Catarina, club militante in seconda serie brasiliana, distante dieci ore da San Paolo. Dopo 14 presenze e 8 gol, nel gennaio 2000 viene inserito in una rappresentativa che partecipa al Torneo di Viareggio. In questa competizione impressiona subito segnando una doppietta all'Empoli; saranno 5 le realizzazioni nel torneo giovanile. Nel marzo dello stesso anno viene tesserato come extracomunitario dalla squadra svizzera del Bellinzona, dove, anche a causa di un infortunio al ginocchio, gioca solo 5 partite segnando un gol e il suo cartellino non viene riscattato.

#### Parma e Napoli
In seguito, Amauri si reca in Belgio per sostenere un provino, ma le trattative non vanno a buon fine. Torna quindi in Italia  dove per due mesi vive praticamente da clandestino a Torino, sprovvisto del biglietto di ritorno per il Brasile. Nel gennaio del 2001 si accorda con il Parma che lo gira immediatamente in prestito al Napoli, da cui verrà tesserato il 12 aprile. Con i partenopei inizia a giocare con la Primavera e successivamente viene aggregato alla prima squadra, dove trova il suo idolo Edmundo. Esordisce in Serie A tre giorni dopo in Bari-Napoli (0-1), gara della 26ª giornata di campionato, in cui gli viene anche invalidato un gol, uscendo al 69' per far posto a Francesco Moriero. Sigla il primo gol in Serie A in Napoli-Hellas Verona (2-0). A fine stagione retrocede con la società partenopea in Serie B.

#### Piacenza, Empoli e Messina
Anche a causa della cattiva situazione economica della società partenopea si trasferisce, nell'estate 2001, al Piacenza dove ottiene 7 presenze in Serie A. La stagione successiva inizia all'Empoli, dove rimane, senza mai scendere in campo, fino a settembre, quando su sua richiesta passa al Messina in Serie B poiché chiuso da Luca Saudati, Antonio Di Natale e Tommaso Rocchi. In Sicilia segna 4 reti in 23 presenze e la squadra arriva 13º in campionato.

#### Chievo
Nel 2003 torna in Serie A, questa volta a Verona con la maglia del Chievo. Il primo goal lo sigla alla sesta giornata contro la Sampdoria e si ripete la settimana successiva sul campo dell'Empoli. Nelle prime due annate in gialloblu è chiuso da Pellissier e Cossato, ma comunque riesce a mettere a segno 6 reti. La stagione 2005-2006 è la migliore nel Chievo: realizza 11 reti in 37 partite in campionato (tra cui quattro doppiette, una in casa del Palermo, un'altra in casa contro la Reggina, una sul campo dell'Ascoli e l'ultima prestigiosa in casa contro la Roma) da aggiungere ai tre siglati in Coppa Italia e, grazie alle penalizzazioni seguite a Calciopoli, la squadra raggiunge la qualificazione al terzo turno preliminare di Champions League, in cui Amauri segna al Bentegodi 2 reti ai bulgari del Levski Sofia (primo giocatore nella Storia del Chievo a segnare un gol in una competizione Uefa), inutili però per la qualificazione dei veneti alla fase ai gironi. Chiude l'esperienza veronese nel 2006 con 22 reti (17 in campionato, 3 in Coppa Italia e 2 nei preliminari di Champions League) e 96 presenze in 3 campionati.

#### Palermo
Il 31 agosto 2006 viene acquistato dal Palermo nell'ultimo giorno della campagna dei trasferimenti del 2006 per 8,75 milioni di euro più il cartellino di Denis Godeas; con la società rosanero stipula un contratto da 1,2 milioni di euro di ingaggio a stagione. Nella prima parte della stagione gioca come attaccante di peso della squadra rosanero, che, anche grazie ai suoi gol, arriva in testa alla classifica. Il 23 dicembre, durante la partita Siena-Palermo, in uno scontro con il portiere austriaco Manninger si procura un trauma distorsivo al ginocchio destro con rottura parziale del legamento crociato posteriore e stiramento del collaterale mediale. La sua assenza contribuisce in negativo alla mancata qualificazione del Palermo alla Champions League: la squadra termina la stagione al 5º posto dopo aver perso tutti i punti di vantaggio (erano arrivati a dieci) proprio sulla quinta posizione.
Nell'agosto del 2007 l'infortunio è completamente assorbito e torna a giocare con i rosanero, confermandosi ai livelli positivi della stagione precedente, prima dello stop. Dopo la vittoria esterna per 1-3 contro l'Atalanta del 16 dicembre l'allenatore Guidolin lo elogia accostandolo a Drogba. L'11 maggio 2008 disputa l'ultima partita con la maglia del Palermo, persa per 2-0 contro la Sampdoria, da capitano, per la contemporanea assenza dal campo di Barzagli e del suo vice Zaccardo. Chiude la sua esperienza palermitana, in cui è stato molto apprezzato dalla tifoseria, con 23 gol in due campionati di Serie A ed una qualificazione in Coppa UEFA. Il 29 maggio 2008 viene premiato come "Miglior calciatore" ai Golden Goal del calcio 2007-2008, dedicando il premio al Palermo.

#### Juventus
Il 19 maggio firma un contratto quadriennale con la Juventus, che lo acquista per la cifra di 22,8 milioni di euro. In bianconero indossa la maglia numero 8. Fa il suo esordio ufficiale nella stagione 2008-2009 il 13 agosto, nei minuti finali di Juventus-Artmedia Bratislava 4-0, andata del terzo turno preliminare della UEFA Champions League e nella gara di ritorno, giocata a Bratislava il 26 agosto, realizza la prima rete ufficiale con la maglia bianconera, rete che fissa il risultato sul pareggio finale 1-1. Realizza il primo gol in campionato il 14 settembre contro l'Udinese, decisivo per la vittoria, mentre il 14 dicembre raggiunge il traguardo delle 50 reti segnate in Serie A, firmando la doppietta che fissa il punteggio sul 4-2 nella gara contro il Milan all'Olimpico.
Nell'annata 2009-2010, dopo il ritiro di Pavel Nedvěd, indossa la maglia numero 11. La sua seconda stagione in bianconero è sottotono, caratterizzata da lunghi periodi senza gol: Amauri totalizza 40 presenze e 7 reti.
Il 1º luglio 2010, a ridosso dell'inizio della nuova stagione bianconera, la FIGC comunica le sanzioni seguenti ai deferimenti per irregolarità sul trasferimento del giocatore, al quale viene comminata un'ammenda.
Apre positivamente la stagione 2010-2011 realizzando due reti agli irlandesi dello Shamrock Rovers, nell'andata del terzo turno preliminare di Europa League, contribuendo alla vittoria della Juventus per 2-0. Va a segno anche nel turno seguente dei preliminari, nella vittoria per 2-1 contro lo Sturm Graz. Questa sarà, tuttavia la sua ultima rete in maglia bianconera. Vittima di alcuni infortuni, gioca la sua ultima partita in campionato con la Juventus, la nona, il 23 gennaio in Sampdoria-Juventus (0-0), mentre quattro giorni dopo scende in campo in Juventus-Roma (0-2) di Coppa Italia, sua ultima partita in totale con i bianconeri.

#### Prestito al Parma
Il 31 gennaio 2011, nell'ultimo giorno della sessione invernale di calciomercato, viene ufficializzato il suo passaggio in prestito al Parma - squadra che lo aveva tesserato dieci anni prima - fino al termine della stagione. Scelta la maglia numero 11, debutta con la nuova maglia due giorni dopo dal primo minuto nel turno infrasettimanale della 23ª giornata, nella sconfitta casalinga per 1-0 contro il Lecce, giocando tutti i 90'. Segna il primo gol con la maglia del Parma alla seconda presenza, datata 6 febbraio 2011, nel pareggio casalingo per 1-1 contro la Fiorentina, segnando un gol di rovesciata, a distanza di quasi un anno dall'ultimo gol segnato in campionato (realizzato il 14 febbraio 2010 in Juventus-Genoa, 3-2). Nel corso della stagione realizza due doppiette, saltando gli ultimi quattro incontri a causa di un infortunio alla caviglia, cui si aggiunge un'operazione alla mano destra. Chiusa quindi la stagione con 7 reti in 11 partite, risulta decisivo per la salvezza del Parma.

#### Ritorno alla Juventus e trasferimento alla Fiorentina
Finito il prestito, il 1 luglio fa ritorno alla Juventus, che lo mette sul mercato in quanto non facente più parte dei piani tecnici di Antonio Conte; resta comunque a Torino, fuori rosa nella squadra futura campione: la sua maglia numero 11 è stata data a De Ceglie.
Senza alcuna presenza in bianconero, il 24 gennaio 2012 viene ufficializzato il suo passaggio a titolo definitivo alla Fiorentina, che lo acquista per 500.000 euro firmando un contratto fino al termine della stagione. Debutta in maglia viola cinque giorni dopo, giocando titolare in Fiorentina-Siena (2-1) della 20ª giornata di campionato, risultando tra i migliori in campo a fine partita.
Segna il suo unico gol con la maglia della Fiorentina il 7 aprile 2012 (31ª giornata), all'undicesima presenza, realizzando all'89' il gol vittoria a San Siro contro il Milan capolista fino a quel momento (2-1 il risultato finale). Infortunatosi nella partita contro la Roma, valida per la 33ª giornata, conclude anzitempo la stagione, con un gol segnato in 13 apparizioni. Il 30 giugno rimane svincolato.

#### Ritorno al Parma
Il 2 luglio sottoscrive un contratto biennale con il Parma con opzione per il terzo, tornando per la terza volta in questa società. Debutta in stagione nella quarta giornata di campionato pareggiata per 1-1 contro la Fiorentina, entrando in campo al 65' al posto di Dorlan Pabón. Il 21 ottobre successivo mette a segno i suoi primi gol stagionali realizzando una doppietta contro la Sampdoria nell'ottava giornata di campionato. Il 10 marzo 2013 segna una tripletta, la prima in carriera, al Torino nella gara interna vinta 4-1 della 28ª giornata. Il 30 marzo seguente, nella partita Parma-Pescara della 30ª giornata, segna un gol in rovesciata dal limite dell'area di rigore. Chiude la stagione con 33 presenze in campionato, accompagnate da 10 gol, e una presenza in Coppa Italia.
Il 6 gennaio 2014 interrompe il suo digiuno di gol che durava dal 30 marzo 2013 siglando il 3-1 nella partita contro il Torino della 18ª giornata del campionato 2013-2014. Il 18 maggio 2014, contro il Livorno, segna una doppietta decisiva per la conquista del sesto posto in campionato che permette al Parma di qualificarsi per la UEFA Europa League 2014-2015 (poi revocata per la mancata concessione della licenza UEFA alla società ducale). Conclude la stagione con 31 presenze in campionato e 8 gol a cui si aggiungono le due presenze in Coppa Italia con un gol all'attivo. Gioca la prima partita del campionato di Serie A 2014-2015 Cesena-Parma (1-0) entrando al 66' per Raffaele Palladino, quindi viene ceduto dopo due stagioni.

#### Torino
Il 1º settembre, all'ultimo giorno della sessione del calciomercato estivo, passa a titolo definitivo al Torino. Il 23 ottobre segna il suo primo gol con la nuova maglia, nella partita di Europa League vinta per 2-0 contro l'HJK allo Stadio Olimpico. Il 1º febbraio 2015 realizza la sua prima ed unica rete in campionato, nella sfida casalinga vinta per 5-1 contro la Sampdoria. Nella stagione 2015-2016 viene però messo ai margini della squadra dall'allenatore granata Gian Piero Ventura, tanto da disputare solamente due partite, tra campionato e Coppa Italia, in sei mesi. L'11 febbraio 2016 risolve consensualmente il contratto che lo legava al Torino, rimanendo quindi svincolato. Conclude quindi l'esperienza granata con 21 presenze e un solo gol.

#### Esperienze nordamericane
Il 9 agosto 2016 firma un contratto di un anno e mezzo con i Fort Lauderdale Strikers, club della Florida militante nella NASL, campionato di seconda serie nordamericana e che conta tra i proprietari Ronaldo.
Il 21 febbraio 2017 firma per i New York Cosmos, che da poco avevano vinto il campionato di seconda serie nordamericana.

### Nazionale
Dopo aver ottenuto la cittadinanza italiana, il giocatore ha detto che non avrebbe rifiutato un'eventuale convocazione in nazionale. Grazie alle leggi italiane sulla cittadinanza, è diventato convocabile per la selezione azzurra, sfruttando la naturalizzazione della moglie che, di origine italiana, era in possesso del doppio passaporto dal 3 marzo 2009, giorno della firma e del giuramento sulla Costituzione italiana nell'ufficio anagrafe del comune di Palermo. Nonostante sia stato molto stimato dall'ex c.t. azzurro Marcello Lippi e dal presidente federale Giancarlo Abete, ha dichiarato che se fosse stato convocato dal Brasile, non avrebbe rinunciato a giocare con i verdeoro.
Il 31 gennaio 2009 il commissario tecnico del Brasile Dunga lo scelse come sostituto dell'infortunato Luís Fabiano in vista della partita amichevole del 10 febbraio all'Emirates Stadium di Londra contro l'Italia, ma la Juventus gli negò il nulla osta in quanto scaduto il termine regolamentare. Dunga dovette perciò rinunciare alla sua convocazione. Pur accettando la decisione della società, Amauri ribadì la sua volontà di giocare nella Seleção.
Il 6 agosto 2010 ha ottenuto la prima convocazione nella nazionale italiana da parte del nuovo CT Cesare Prandelli, per la partita amichevole contro la Costa d'Avorio del 10 agosto. Questa partita, conclusasi con la vittoria per 1-0 degli africani, è rimasta l'unica giocata da Amauri in nazionale, all'età di 30 anni, lasciando il campo al 59' per far posto a Fabio Quagliarella.

## Statistiche

### Presenze e reti nei club
Tra club, nazionale maggiore  Amauri ha giocato globalmente 444 partite, segnando 119 reti, alla media di 0,26 gol a partita.
| Stagione            | Squadra                 | Campionato          | Campionato | Campionato | Coppe nazionali | Coppe nazionali | Coppe nazionali | Coppe continentali | Coppe continentali | Coppe continentali | Altre coppe | Altre coppe | Altre coppe | Totale | Totale |
| Stagione            | Squadra                 | Comp                | Pres       | Reti       | Comp            | Pres            | Reti            | Comp               | Pres               | Reti               | Comp        | Pres        | Reti        | Pres   | Reti   |
| ------------------- | ----------------------- | ------------------- | ---------- | ---------- | --------------- | --------------- | --------------- | ------------------ | ------------------ | ------------------ | ----------- | ----------- | ----------- | ------ | ------ |
| 1999                | Santa Catarina          | B                   | 14         | 8          |                 | -               | -               |                    | -                  | -                  |             | -           | -           | 14     | 8      |
| 2000-gen. 2001      | Bellinzona              | CL                  | 5          | 1          | CS              | -               | -               | -                  | -                  | -                  | -           | -           | -           | 5      | 1      |
| gen.-giu. 2001      | Napoli                  | A                   | 6          | 1          | CI              | -               | -               | -                  | -                  | -                  | -           | -           | -           | 6      | 1      |
| 2001-2002           | Piacenza                | A                   | 7          | 0          | CI              | 4               | 0               | -                  | -                  | -                  | -           | -           | -           | 11     | 0      |
| lug.-ago. 2002      | Empoli                  | A                   | 0          | 0          | CI              | 0               | 0               | -                  | -                  | -                  | -           | -           | -           | 0      | 0      |
| ago. 2002-2003      | Messina                 | B                   | 22         | 4          | CI              | -               | -               | -                  | -                  | -                  | -           | -           | -           | 22     | 4      |
| 2003-2004           | ChievoVerona            | A                   | 29         | 4          | CI              | 1               | 0               | -                  | -                  | -                  | -           | -           | -           | 30     | 4      |
| 2004-2005           | ChievoVerona            | A                   | 24         | 2          | CI              | 0               | 0               | -                  | -                  | -                  | -           | -           | -           | 24     | 2      |
| 2005-2006           | ChievoVerona            | A                   | 37         | 11         | CI              | 3               | 3               | -                  | -                  | -                  | -           | -           | -           | 40     | 14     |
| ago. 2006           | ChievoVerona            | A                   | 0          | 0          | CI              | -               | -               | UCL                | 2                  | 2                  | -           | -           | -           | 2      | 2      |
| Totale ChievoVerona | Totale ChievoVerona     | Totale ChievoVerona | 90         | 17         |                 | 4               | 3               |                    | 2                  | 2                  |             |             |             | 96     | 22     |
| ago. 2006-2007      | Palermo                 | A                   | 18         | 8          | CI              | 1               | 0               | CU                 | 0                  | 0                  | -           | -           | -           | 19     | 8      |
| 2007-2008           | Palermo                 | A                   | 34         | 15         | CI              | 2               | 0               | CU                 | 2                  | 0                  | -           | -           | -           | 38     | 15     |
| Totale Palermo      | Totale Palermo          | Totale Palermo      | 52         | 23         |                 | 3               | 0               |                    | 2                  | 0                  |             |             |             | 57     | 23     |
| 2008-2009           | Juventus                | A                   | 32         | 12         | CI              | 2               | 0               | UCL                | 10                 | 2                  | -           | -           | -           | 44     | 14     |
| 2009-2010           | Juventus                | A                   | 30         | 5          | CI              | 2               | 0               | UCL+UEL            | 6+2                | 0+2                | -           | -           | -           | 40     | 7      |
| 2010-gen. 2011      | Juventus                | A                   | 9          | 0          | CI              | 1               | 0               | UEL                | 6                  | 3                  | -           | -           | -           | 16     | 3      |
| gen.-giu. 2011      | Parma                   | A                   | 11         | 7          | CI              | -               | -               | -                  | -                  | -                  | -           | -           | -           | 11     | 7      |
| 2011-gen. 2012      | Juventus                | A                   | 0          | 0          | CI              | 0               | 0               | -                  | -                  | -                  | -           | -           | -           | 0      | 0      |
| Totale Juventus     | Totale Juventus         | Totale Juventus     | 71         | 17         |                 | 5               | 0               |                    | 24                 | 7                  |             |             |             | 100    | 24     |
| gen.-giu. 2012      | Fiorentina              | A                   | 13         | 1          | CI              | -               | -               | -                  | -                  | -                  | -           | -           | -           | 13     | 1      |
| 2012-2013           | Parma                   | A                   | 33         | 10         | CI              | 1               | 0               | -                  | -                  | -                  | -           | -           | -           | 34     | 10     |
| 2013-2014           | Parma                   | A                   | 31         | 8          | CI              | 2               | 2               | -                  | -                  | -                  | -           | -           | -           | 33     | 10     |
| ago. 2014           | Parma                   | A                   | 1          | 0          | CI              | 0               | 0               | -                  | -                  | -                  | -           | -           | -           | 1      | 0      |
| Totale Parma        | Totale Parma            | Totale Parma        | 76         | 25         |                 | 3               | 2               |                    | -                  | -                  |             |             |             | 79     | 27     |
| 2014-2015           | Torino                  | A                   | 20         | 1          | CI              | 1               | 0               | UEL                | 7                  | 2                  | -           | -           | -           | 28     | 3      |
| 2015-feb. 2016      | Torino                  | A                   | 1          | 0          | CI              | 1               | 0               | -                  | -                  | -                  | -           | -           | -           | 2      | 0      |
| Totale Torino       | Totale Torino           | Totale Torino       | 21         | 1          |                 | 2               | 0               |                    | 7                  | 2                  |             |             |             | 30     | 3      |
| 2016                | Ft. Lauderdale Strikers | NASL                | 13         | 5          | USOC            | -               | -               | -                  | -                  | -                  | -           | -           | -           | 13     | 5      |
| 2017                | N.Y. Cosmos             | NASL                | 3          | 0          | USOC            | -               | -               | -                  | -                  | -                  | -           | -           | -           | 3      | 0      |
| Totale carriera     | Totale carriera         | Totale carriera     | 387        | 103        |                 | 21              | 5               |                    | 35                 | 11                 |             | -           | -           | 443    | 119    |

### Cronologia presenze e reti in nazionale
| Cronologia completa delle presenze e delle reti in nazionale ― Italia | Cronologia completa delle presenze e delle reti in nazionale ― Italia | Cronologia completa delle presenze e delle reti in nazionale ― Italia | Cronologia completa delle presenze e delle reti in nazionale ― Italia | Cronologia completa delle presenze e delle reti in nazionale ― Italia | Cronologia completa delle presenze e delle reti in nazionale ― Italia | Cronologia completa delle presenze e delle reti in nazionale ― Italia | Cronologia completa delle presenze e delle reti in nazionale ― Italia |
| Data                                                                  | Città                                                                 | In casa                                                               | Risultato                                                             | Ospiti                                                                | Competizione                                                          | Reti                                                                  | Note                                                                  |
| --------------------------------------------------------------------- | --------------------------------------------------------------------- | --------------------------------------------------------------------- | --------------------------------------------------------------------- | --------------------------------------------------------------------- | --------------------------------------------------------------------- | --------------------------------------------------------------------- | --------------------------------------------------------------------- |
| 10-8-2010                                                             | Londra                                                                | Italia                                                                | 0 – 1                                                                 | Costa d'Avorio                                                        | Amichevole                                                            | -                                                                     | 59’                                                                   |
| Totale                                                                |                                                                       | Presenze                                                              | 1                                                                     |                                                                       | Reti                                                                  | 0                                                                     |                                                                       |